# Novo Nevesinje
Novo Nevesinje is een plaats in de gemeente Petlovac in de Kroatische provincie Osijek-Baranja. De plaats telt 73 inwoners (2001).